# Залесье (усадьба)
Усадьба Огинских — памятник усадебно-парковой архитектуры XIX века, расположенный в агрогородке Залесье, Республика Беларусь. Усадьба выстроена известным польским политиком и композитором Михаилом Огинским, автором знаменитого полонеза. Строительство дворца в стиле классицизм шло в 1802—1822 годах, помимо него в усадебный комплекс входит несколько других построек разной степени сохранности и остатки парка. Усадьба включена в Государственный список историко-культурных ценностей Республики Беларусь. Усадьба стоит на берегу запруды на небольшой реке Драй, притоке Вилии, расположена километром западнее центра посёлка.

## История

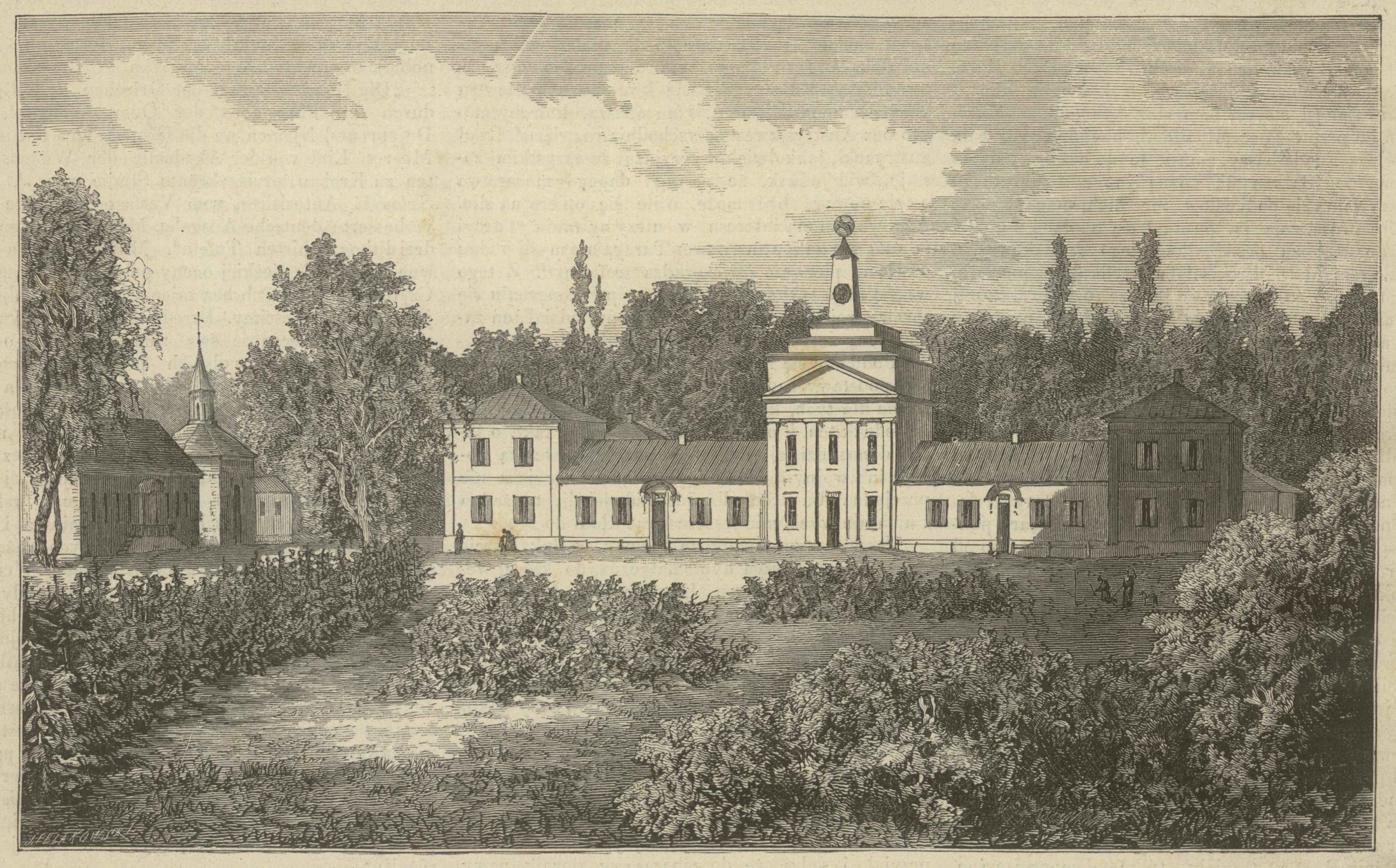
Усадьба Огинских в 1877 году

Род Огинских стал владельцем Залесья в первой половине XVIII века. Имением последовательно владели Мартиан Михаил Огинский, его сын Тадеуш Франтишек Огинский, сын последнего Франтишек Ксаверий Огинский. После смерти Франтишека Ксаверия Залесье перешло к его племяннику Михаилу Клеофасу Огинскому. Усадьба в XVIII веке состояла из деревянного дворца и нескольких хозяйственных построек.
После поражения восстания Костюшко и объявленной властями амнистии Михаил Огинский, принимавший участие в восстании, в 1802 году вернулся в Российскую империю и поселился в имении Залесье, где начал строительство новой усадьбы с каменным дворцом.
Автором проекта усадьбы стал Михаил Шульц, руководство строительством осуществлял Жозеф Пусье.
Огинский постоянно жил в Залесье до 1810 года, с 1810 по 1823 год проживал здесь периодически. Он организовывал в имении музыкально-литературные вечера, где исполнялись его произведения. Некоторые историки считают, что именно здесь был написан и впервые прозвучал знаменитый полонез «Прощание с родиной».

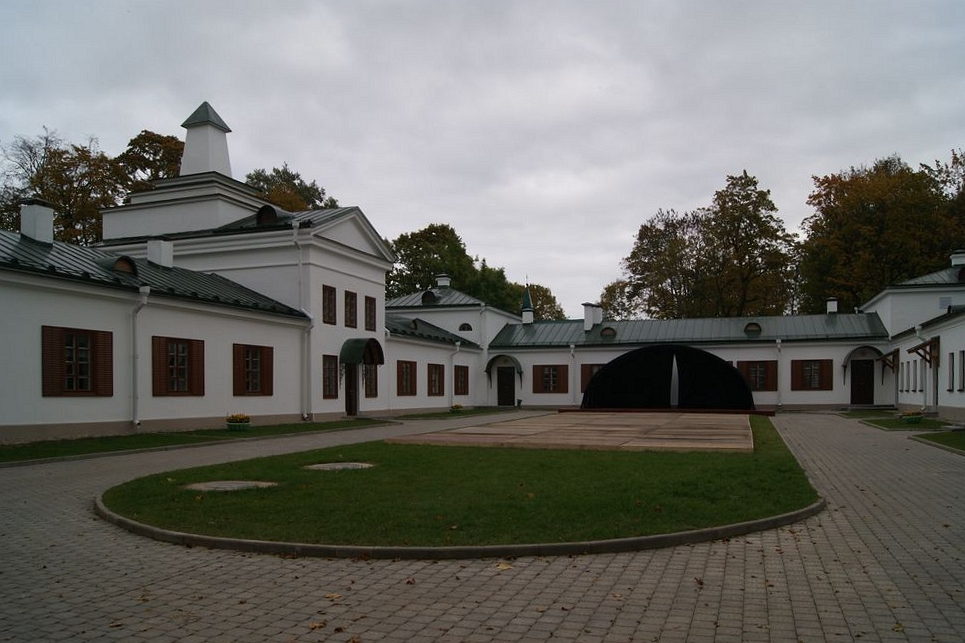
Внутренний двор дворца после реставрации

Рядом с дворцом был разбит парк в «английском стиле», имеющий пейзажный характер с пересечённым живописным рельефом у поймы реки. В прошлом здесь имелись малые архитектурные формы (часовни, павильоны, беседки, мостики, водяная мельница). Ряд из них сохранился до наших дней, но почти все перестраивались и восстанавливались в XX веке.

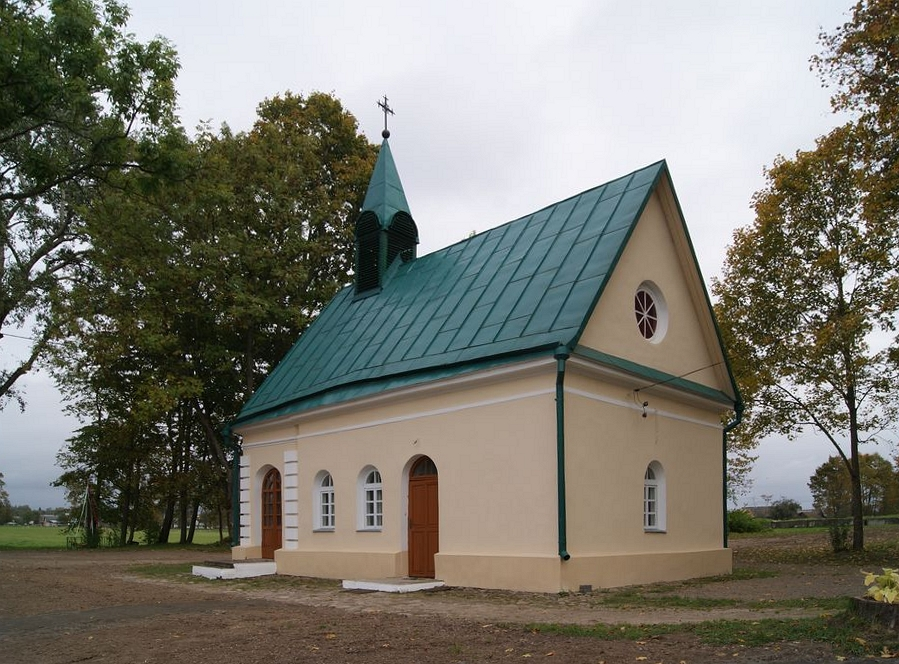
Часовня на территории усадьбы

В 80-е годы XX века на базе усадьбы планировалось организовать санаторий-профилакторий, но позднее от этих планов отказались. Были проведены минимальные работы по консервации дворца, после чего он был передан на баланс министерства культуры.

## Настоящее время
В 2011 году была начата капитальная реставрация усадьбы, дворец Огинских после реставрации был торжественно открыт 26 сентября 2014 года. С 2015 года велись работы в парковом комплексе и хозяйственных постройках, и  завершились к 25 сентября 2015 года, 250-летней годовщине со дня рождения Михаила Огинского. После реставрации в усадьбе разместился музейно-культурный центр.

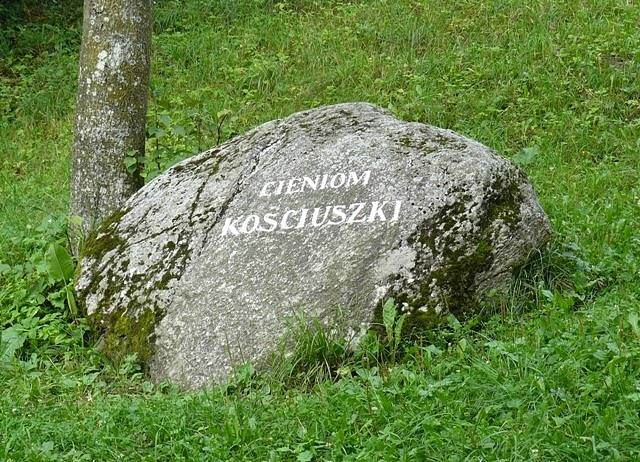
Камень-валун "Теням Костюшко". Надпись высечена М. Огинским

## Состав усадьбы
- Дворец, 1802—1822
- Парковый комплекс

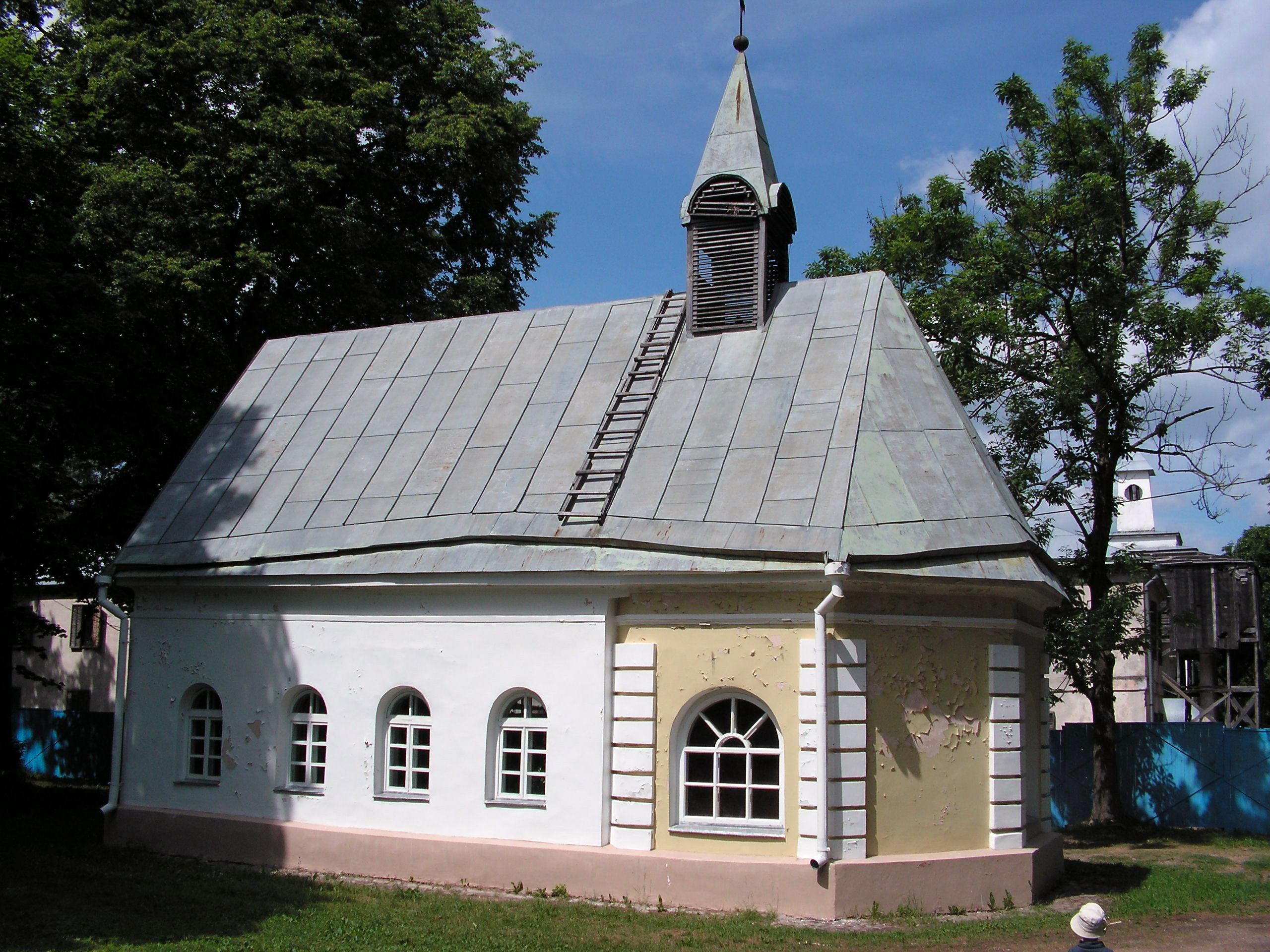
Часовня Девы Марии

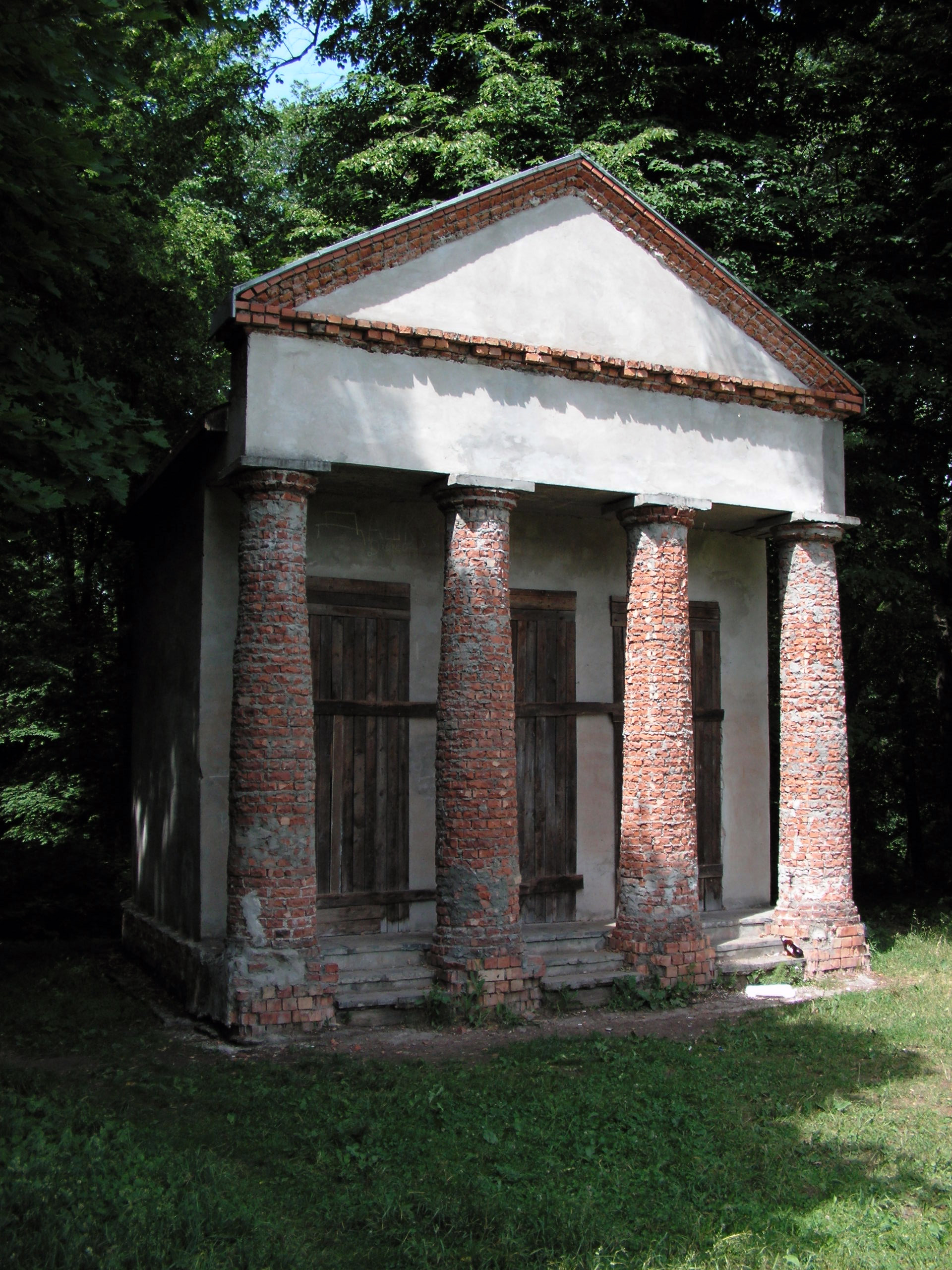
Павильон «храм Амелии»

- Католическая часовня Девы Марии, 1815 год, реконструкция в 1920—30-е годы
- Водяная мельница, XIX век, реконструкция 2-я пол. XX в.
- Камень «Теням Костюшки»
- Амбар XIX в.
- Павильон «Храм Амелии», XIX век, реконструкция 2-я пол. XX в.[3]

## Архитектура
Дворец представляет собой одно-двухэтажное каменное здание Г-образной формы. Он располагается близ пруда, в начале парка, у пересечения двух дорог-аллей. Главный корпус ориентирован в сторону подъезда к ансамблю, он прямоугольный в плане, имеет симметрично-осевую композицию с двухэтажными боковыми павильонами и центральной мансардной частью, выделенной четырёхколонным дорическим портиком и башенкой с часами. Угловые флигели двухэтажные; остальные части в один этаж. Второй корпус дворца очевидно строился позднее и в несколько приемов. После достройки галереи-оранжереи он растянулся почти на 60 м.

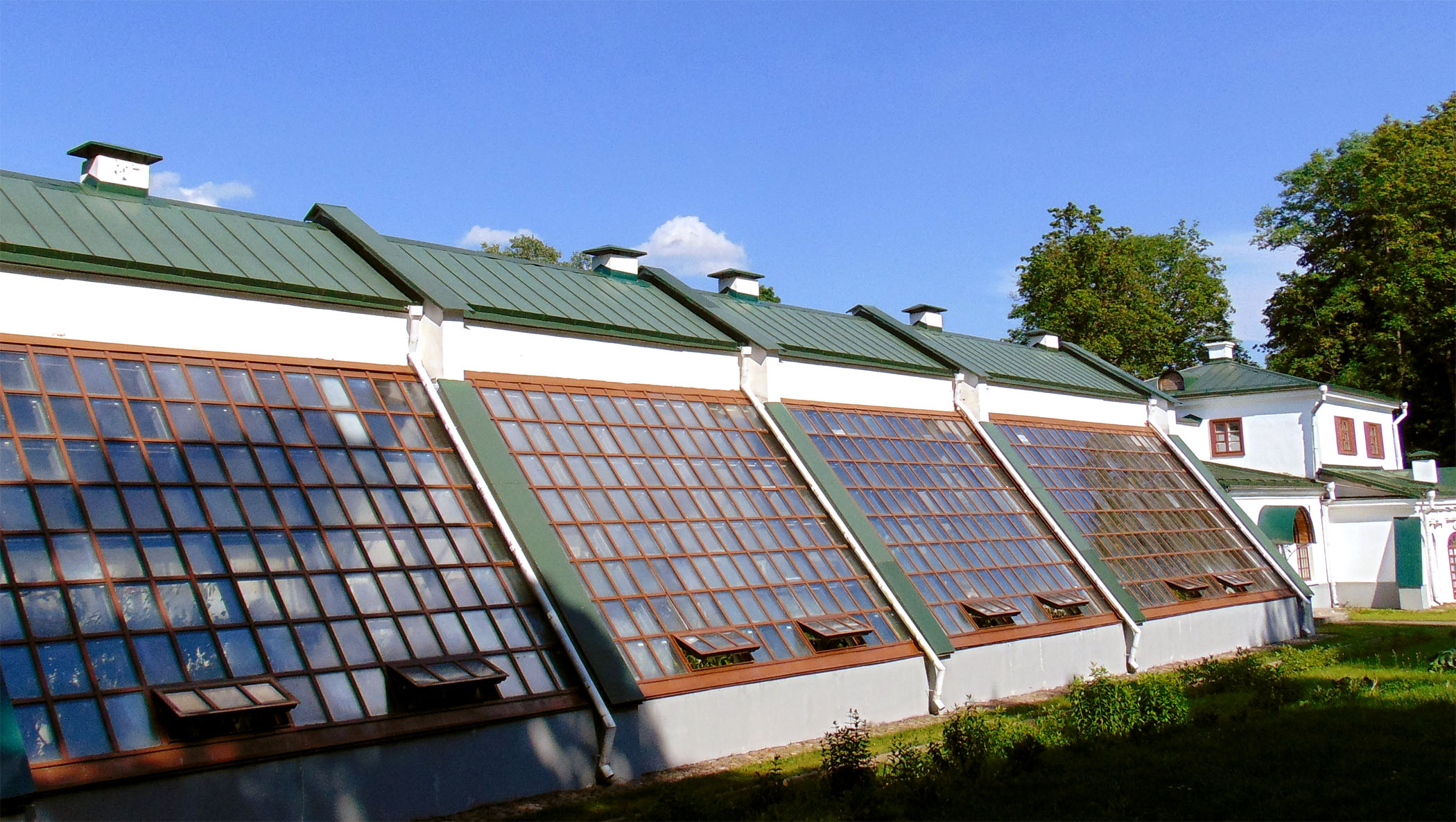
Orangery in Zalesse

## Награды
- Специальная премия Президента Республики Беларусь деятелям культуры и искусства (31 декабря 2016 года) — за создание и реализацию проекта «Возвращение Северных Афин», значительный вклад в сохранение наследия М. К. Огинского[6].